# 高川
高川（たかがわ）は、大阪府の豊中市と吹田市の境を流れる淀川水系の一級河川。神崎川の支流。

## 地理

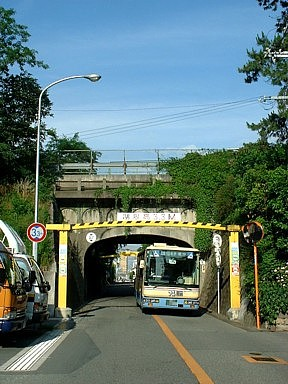
高川が流れる水路橋の下を府道と阪急バス吹田線が通る。

大阪府吹田市内の千里丘陵を流れる桃山台水路が源流で、豊中市との境を南下する。途中、服部緑地の東端や、江坂の西端を通る。中流からは著しい天井川で、特に豊中市北条町・小曽根と吹田市江坂町との市境では、大阪府道145号と阪急バス吹田線が水路橋の下を通る。さらに南下し、吹田市芳野町と豊中市豊南町東の間で神崎川に合流する。

## 歴史
洪水が多かったため、堤防が決壊するたびに高く造り直しており、その結果天井川となった。かつて神崎川との合流点付近には対岸（現在の大阪市内）と結ぶ渡し船「小曽根の渡し」があって渡し船を利用する人々が行き交い、三国街道と呼ばれた。堤防には松が植えられ、風情のある街道だった。現在に残る松並木は室戸台風で松が倒れた後、周辺の住民が植え替えたものが多い。

## 生息している魚類

### 定着しているもの

#### コイ科
- コイ亜科：コイ（鯉）、ギンブナ（銀鮒）
- ヒガイ亜科：モツゴ（持子）

#### ドジョウ科
- ドジョウ (泥鰌、マドジョウとも)

#### メダカ科
- ミナミメダカ（南目高）

#### ハゼ科
- ハゼ亜科：ウキゴリ（浮五里）、ヌマチチブ（沼知々武）

#### バス科
- クロマス（黒鱒、オオクチバス、ブラックバス、外来種）
- ブルーギル（外来種）

#### グッピー科
- カダヤシ（蚊絶し）

### 回遊魚

#### ウナギ科
- ニホンウナギ（日本鰻）：捕獲したことがあるものは一尺六寸ほどの成魚で、食してみると大変不味かった。

#### ハゼ科
- ハゼ亜科：トウヨシノボリ（橙葭登）：回遊型と陸封型があるが、神崎川との関係から回遊型と考えられる。

#### ボラ科
- ボラ（鯔）：夏期に幼魚が神崎川から高川へ五十疋程度の群をなして上る。

### 定着しているか否か判らないもの

#### コイ科
- ヒガイ亜科：タモロコ（田諸子）、ムギツク（麦突）
- ニゴイ亜科：ニゴイ（似鯉）
- ハエジャコ亜科：オイカワ（追川、追河、国内外来種）：放流しているのを目撃した。それ以前は全く獲れなかった。

#### タウナギ科
- タウナギ（田鰻、外来種）

## 位置情報
- 大阪府道145号付近 北緯34度45分52.12秒 東経135度29分17.64秒 / 北緯34.7644778度 東経135.4882333度

## 流域の自治体
大阪府
吹田市・豊中市